# Grilo (filho de Xenofonte)
Grilo era um ateniense, filho de Xenofonte, filho de Grilo.
Grilo foi o comandante da cavalaria ateniense na Batalha de Mantineia, aliada dos espartanos contra Tebas. Segundo Pausânias, os habitantes de Mantineia consideravam que Grilo foi o mais bravo de todos que participaram da batalha.
Grilo feriu Epaminondas na batalha, segundo a versão dos atenienses e tebanos (os lacedemônios diziam que foi Machaerion de Esparta, os habitantes de Mantineia, que foi Machaerion de Mantineia ) Epaminondas foi retirado, ferido, e estancou o próprio sangue em agonia, só morrendo quando viu que o combate chegaria ao fim sem um vencedor.
Grilo recebeu um funeral público em Mantineia, como o mais bravo de seus aliados.